# Калдарашти (Бузау)
Калдарашти (рум. Căldărăști) насеље је у Румунији у округу Бузау у општини Погоанеле. Oпштина се налази на надморској висини од 62 m.

## Становништво
Према подацима из 2002. године у насељу је живело 2151 становника, од којих су сви румунске националности.